# Basilica reale di San Francesco il Grande
La basilica reale di San Francesco il Grande (in spagnolo: Real Basílica de San Francisco el Grande) è un importante luogo di culto cattolico di Madrid. Domina il lato occidentale della Plaza de San Francisco e appartiene al convento francescano di Gesù e Maria, fondato all'inizio del XIII secolo, sopra un eremitaggio scomparso dedicato a santa Maria.
La basilica fu costruita in stile tardobarocco, con un influsso già neoclassico, nella seconda metà del XVIII secolo, a partire da un progetto di Francisco Cabezas, sviluppato da Antonio Pló e portato a termine da Francesco Sabatini. L'edificio si distingue per la sua cupola, la più grande di Spagna e che, al momento della sua costruzione (1761) era anche la quarta più grande fra le cupole a pianta circolare della cristianità; per la sua sontuosa decorazione interna, realizzata in stile eclettico alla fine del XIX secolo; per la sua pinacoteca, rappresentativa della pittura spagnola fra il XVII e XIX secolo, con quadri di Zurbarán e Goya.
Dipende dall'Obra Pía de los Santos Lugares de Jerusalén, un organismo autonomo che dipende dal Ministero degli affari esteri spagnolo. Il 19 ottobre 1980 è stata dichiarata monumento nazionale con regio decreto, conseguendo pertanto la condizione di bene di interesse culturale.

## Storia

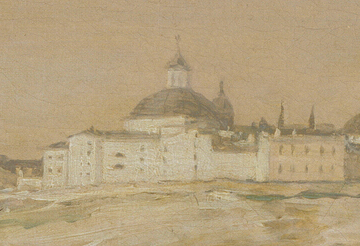
Dettaglio de La pradera de san Isidro, di Goya. Il pittore plasmò la cupola del tempio in quest'opera del 1788.

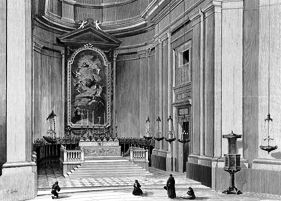
Interno della basilica in un disegno del 1860, prima della decorazione realizzata dopo il 1880.

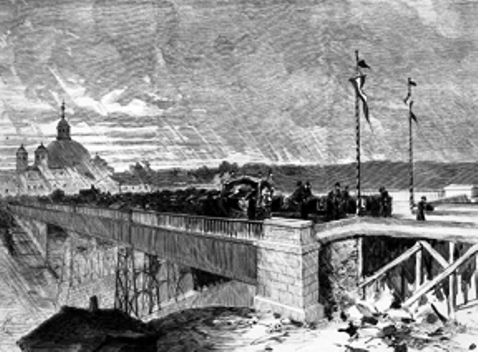
Traslazione dei resti di Calderón de la Barca, da San Francesco il Grande (a sinistra) fino al cimitero di San Nicolás, nel passaggio dal primo Viaducto de Segovia. L'incisione è del 1874, quando il tempio cessò di fungere da Pantheon nazionale e furono trasportati i resti mortali delle personalità sepolte nella chiesa.

Il luogo su cui sorge la basilica ospitava un convento-eremitaggio francescano, che, secondo la leggenda, sarebbe stato fondato da san Francesco d'Assisi nel 1217. Quando Filippo II fece di Madrid la capitale del regno, nel 1561, il convento acquistò ricchezza e importanza e giunse a ricevere la custodia dei Luoghi Santi conquistati dai crociati, mediante una Giunta Protettrice dell'Obra Pía de Jerusalén e il Commissariato Generale delle Indie.
Nel 1760 i francescani demolirono il primitivo edificio per costruire al suo posto un tempio più grande, di cui incaricarono l'architetto Ventura Rodríguez. Il suo progetto, firmato nel 1761, fu però scartato, a favore di un progetto del frate Francisco Cabezas, redatto da José de Hermosilla. Cabezas concepì un'ampia rotonda per lo spazio interno, coperta da una grandiosa cupola.
Tuttavia, i lavori furono sospesi nel 1768, a causa delle complicazioni tecniche insorte, e Cabezas fu obbligato ad abbandonare il progetto, anche per insistenza di Ventura Rodríguez, che approfittò della sua influenza nella Real Academia de Bellas Artes de San Fernando. I lavori furono affidati allora ad Antonio Pló, che si fece carico della cupola, concludendola nel 1770.
Nel 1776 la comunità dei frati sollecitò re Carlo III affinché concedesse per il progetto l'architetto reale Francesco Sabatini, uno degli artefici del Palazzo Reale, a cui si deve la facciata principale e le due torri che la affiancano. Fu impiegato anche Miguel Fernández, in qualità di assessore tecnico. L'edificio fu portato a termine nel 1784.
Durante il regno di Giuseppe Bonaparte (1808-1813), si pensò di destinare il tempio a parlamento, con una de una rimodellazione progettata dall'architetto Silvestre Pérez. Infine, la chiesa fu adibita a ospedale, con il decreto del 3 marzo 1812.
Nel 1836, nel contesto della desamortización di Mendizábal, i francescani furono espulsi e l'edificio fu requisito dallo Stato spagnolo, attraverso l'organismo del Patrimonio Reale. Un anno dopo, si pensò alla possibilità di trasformarlo in Pantheon nazionale, però l'iniziativa non poté essere realizzata. Nel 1838, servì come sede di un comando di fanteria. La Giunta Protettrice dell'Obra Pía de Jerusalén fu controllata dallo Stato.
Nel 1869 si riconsiderò l'idea del Pantheon nazionale. Nei cinque anni seguenti, ospitò i resti di alcune personalità della storia spagnola, fra cui Calderón de la Barca, Alonso de Ercilla, Garcilaso de la Vega, Francisco de Quevedo, Ventura Rodríguez, Juan de Villanueva e Gonzalo Fernández de Córdoba (il Gran Capitano). Furono depositati in una cappella e nel 1874 furono restituiti ai rispettivi luoghi di origine.
Nel 1879 la chiesa fu oggetto di una profonda trasformazione e di restauro, voluti dal politico Antonio Cánovas del Castillo e finanziati dal Ministero delle Finanze. Si approfittò dei lavori per decorare l'interno, in un periodo che si estese dal 1880 al 1889 e in cui intervennero differenti artisti spagnoli specializzati in pitture murali e arti decorative, fra cui si ricordano Casto Plasencia, José Casado del Alisal e Salvador Martínez Cubells. La maggioranza degli studi e dei bozzetti si conservano al Museo del Prado.
I lavori furono realizzati a spese dei fondi dell'Obra Pía de los Santos Lugares, sotto la direzione di Jacobo Prendergast, del Ministero delle Finanze. Per comprendere il merito del restauro di San Francesco, basti dire che vi presero parte scultori come Jerónimo Suñol, Justo Gandarias Plazón, Mariano Benlliure, Ricardo Bellver, Juan Samsó  e Antonio Moltó;   pittori come Carlos Luis de Ribera y Fieve, Alejandro Ferrant y Fischermans, Casto Plasencia, Germán Hernández Amores, Manuel Domínguez Sánchez, José Casado del Alisal, José Moreno Carbonero, Antonio Muñoz Degraín, Salvador Martínez Cubells, Francisco Jover y Casanova, Eugenio Oliva y Rodrigo, José Marcelo Contreras y Muñoz e Manuel Ramírez Ibáñez.
Eseguirono opere e ornamenti in legno anche Francisco Molinelli e Pedro Nicoli y Varela.
Nel 1926 re Alfonso XIII restituì il tempio ai francescani. Il 30 giugno 1962 fu dichiarato basilica minore da papa Giovanni XXIII e l'8 novembre dello stesso anno fu posto sotto il titolo di Nostra Signora degli Angeli, dopo una nuova consacrazione.
Lungo il XX secolo si sono succeduti diversi restauri, sicché l'edificio restò chiuso per decenni. Fu importante il restauro iniziato nel 1971 dall'architetto Luis Feduchi, che si concentrò sulle coperture e sulla cupola, con opere di impermeabilizzazione e con il restauro degli affreschi. Nel novembre del 2001 la basilica fu riaperta al pubblico e nel 2006 furono smontati i ponteggi all'interno, usati dai restauratori per il recupero delle pitture murali.

## Descrizione

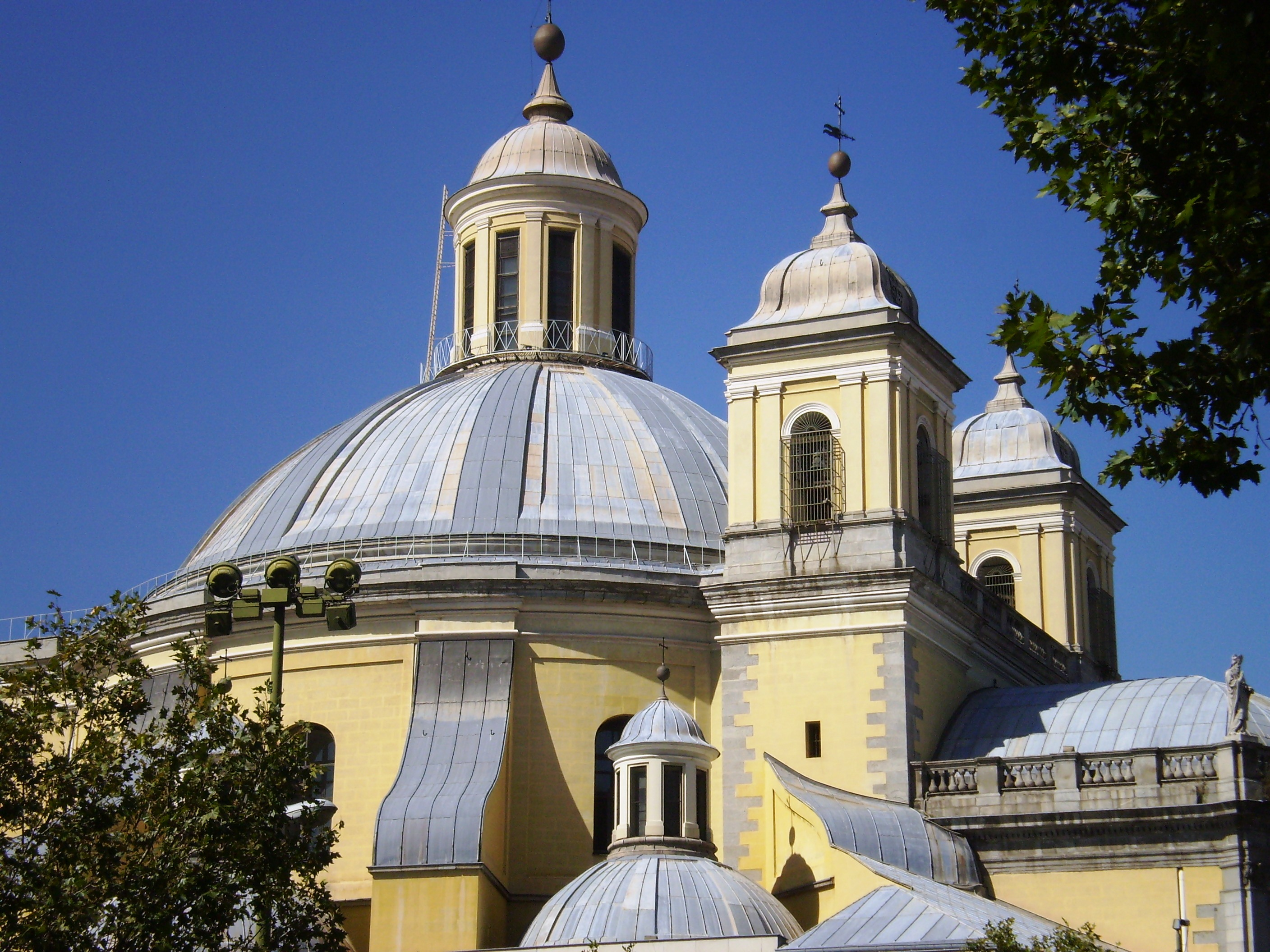
La cupola dal lato meridionale.

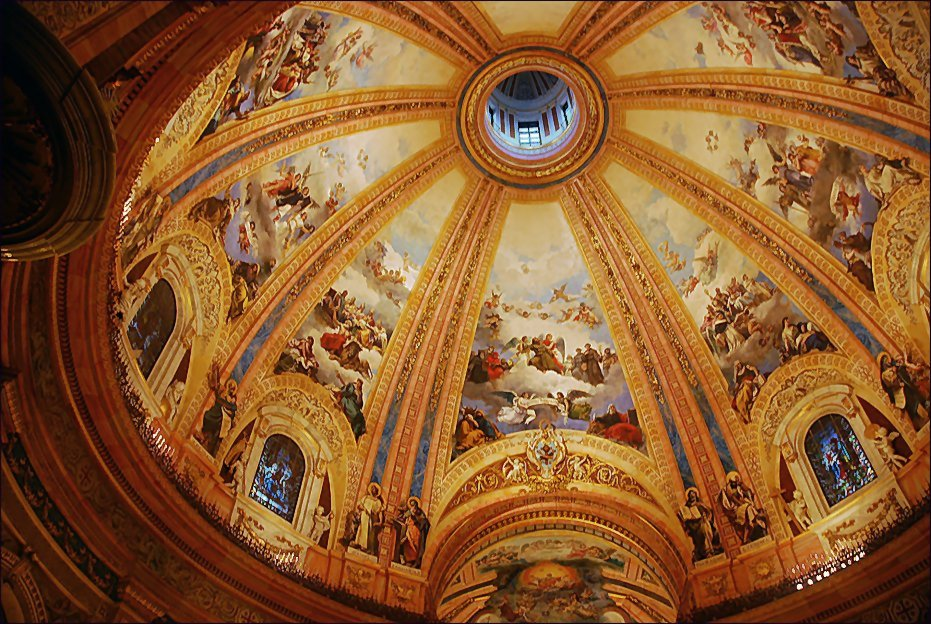
Interno della cupola, decorata con pitture murali che rappresentano Nostra Signora degli Angeli, ripartite in otto grandi settori.

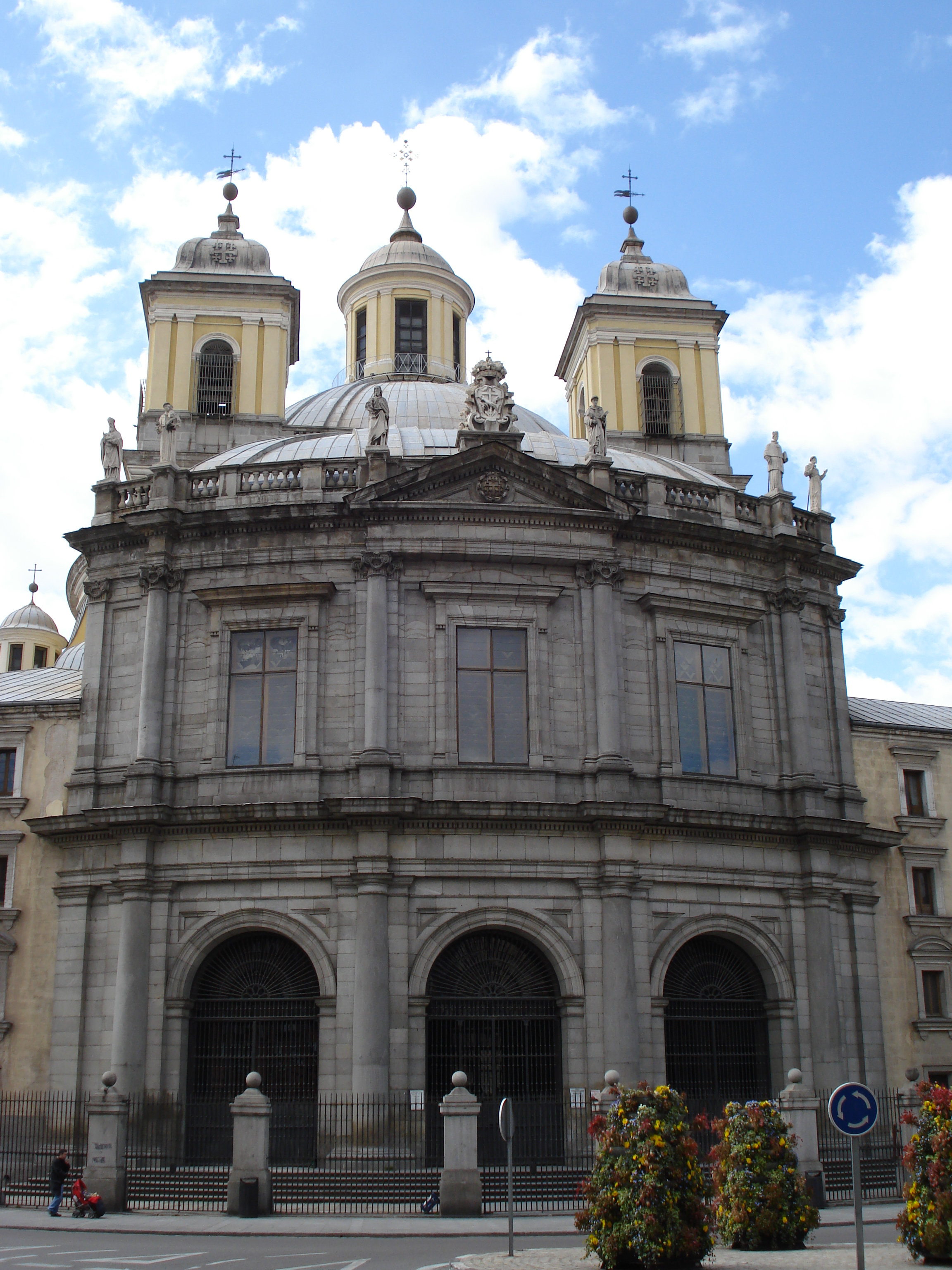
La facciata principale.

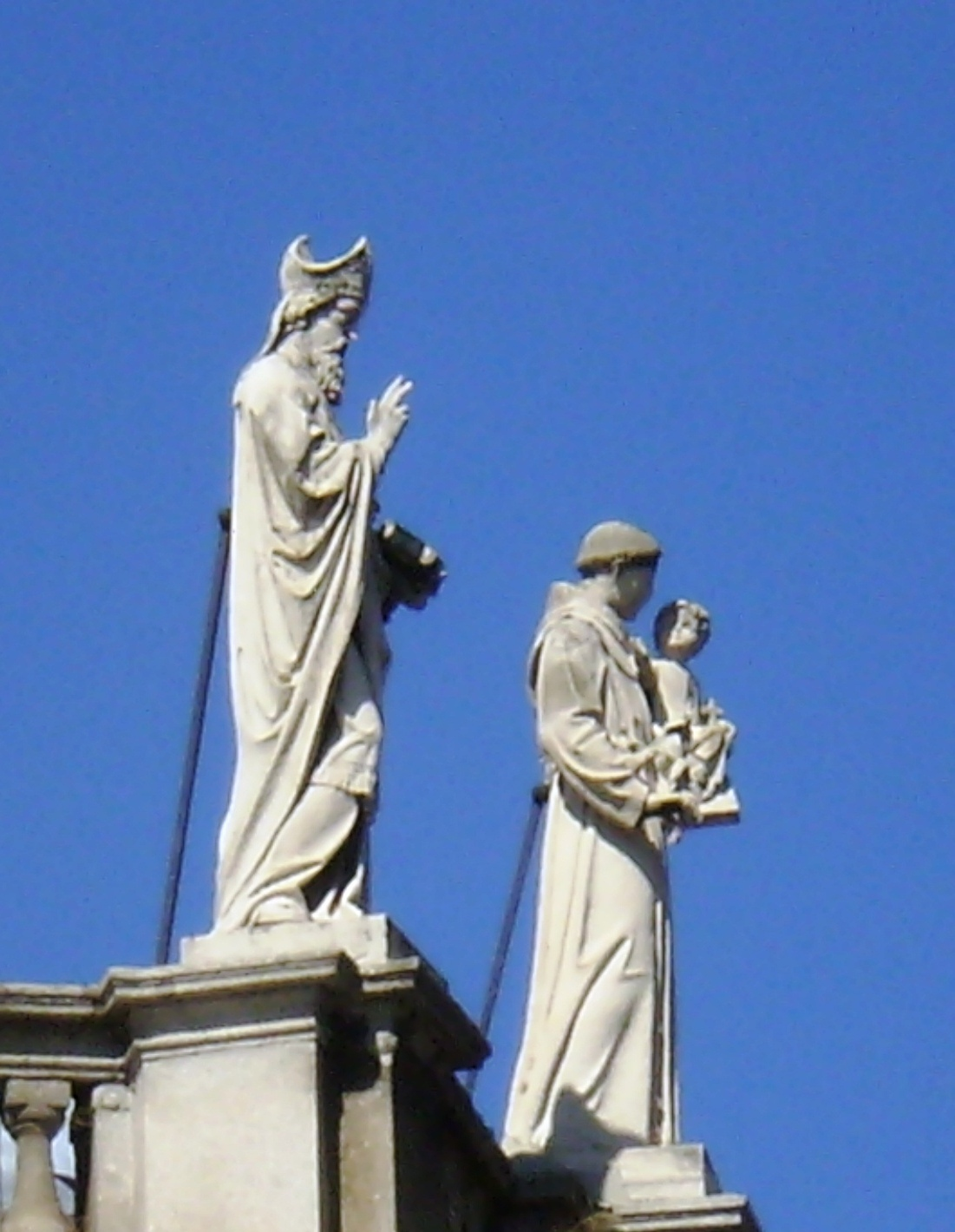
Statue della balaustrata della facciata principale.

### Struttura
La basilica di San Francesco il Grande ha pianta centrale e circolare, con vestibolo e abside. La copertura è realizzata mediante una grande cupola, affiancata da sei cupole minori, disposte attorno alla cupola principale sui lati settentrionale e meridionale.
Questi elementi trovano corrispondenza nello spazio interno del tempio, caratterizzato da un'ampia rotonda e da sei piccole capelle, tre su ciascun lato. La cappella maggiore è nell'abside e domina tutto l'insieme.
I materiali di costruzione combinano blocchi di granito, impiegato soprattutto nella facciata principale, e mattone intonacato.

### Cupola
La cupola di San Francesco il Grande misura 33 metri di diametro e 58 metri di altezza (72 metri dal suolo). È la cupola più grande di Spagna. Fra le cupole a pianta circolare della cristianità, era, al momento della sua costruzione, la quarta per diametro, superata dal Pantheon (43,4 metri), dalla cupola della Basilica di San Pietro in Vaticano (42,5 metri), entrambe a Roma; e da quella dell'Abbazia di San Biagio nella Foresta Nera (36 metri).
Se si considerano anche altri tipi di cupole, è la quinta per dimensione, aggiungendo anche quella di Santa Maria del Fiore (42-45 metri), a Firenze, a pianta ottagonale.
I problemi tecnici sorti durante la costruzione obbligarono ad adottare una soluzione di scarsa elevazione per la cupola, in linea con il modello del Pantheon. È realizzata in mattone massiccio, fabbricato al suolo, in un solo strato, che presenta lo spessore di tre metri alla base ridicendosi a meno di un metro alla sommità.
La cupola è coronata da una lanterna circolare, sormontata da una guglia e da una croce di ferro battuto.

### Facciata principale
La facciata principale è rivolta a est. È opera di Francesco Sabatini, che concepì un disegno pienamente tardobarocco già di gusto neoclassico, sebbene abbia adottato ad una configurazione convessa, necessaria per adattarsi alla pianta circolare della struttura.
Presenta due corpi. In quello inferiore si trovano tre archi a tutto sesto, sostenuti da pilastri dorici. L'ordine ionico domina il secondo corpo, costituito da tre vetrate architravate. L'insieme è sormontato da un frontone triangolare sopra la parte centrale e da una balaustrata sui fianchi.
Il frontone mostra la croce di Gerusalemme nel timpano e alla sommità presenta un acroterio con lo scudo francescano e una corona reale. Sopra la balaustrata si ergono quattro statue di santi in pietra, scolpite a Londra nel 1883.
La facciata è affiancata da due torri, una per lato, leggermente arretrate. Sono sormontate da guglie ondulate. Ospitano 19 campane, di cui otto nella torre sud e le undici restanti nella torre nord.
La cupola e la sua lanterna emergono fra le torri e dominano la facciata.

### Interno

#### Vestibolo
Le opere più notevoli del vestibolo sono le sette porte che danno ingresso alla rotonda, che furono intagliate in noce nel XIX secolo. Si devono ad Agustín Mustieles, che utilizzò modelli di Antonio Varela, di ispirazione gotico-rinascimentale, e vi sono rappresentate differenti scene bibliche.
Fra i rilievi si possono citare quelli delle tre porte centrali, con un Cristo crocifisso con la Fede e la Speranza ai suoi piedi e sui due lati, i due ladroni del Calvario.

#### Rotonda

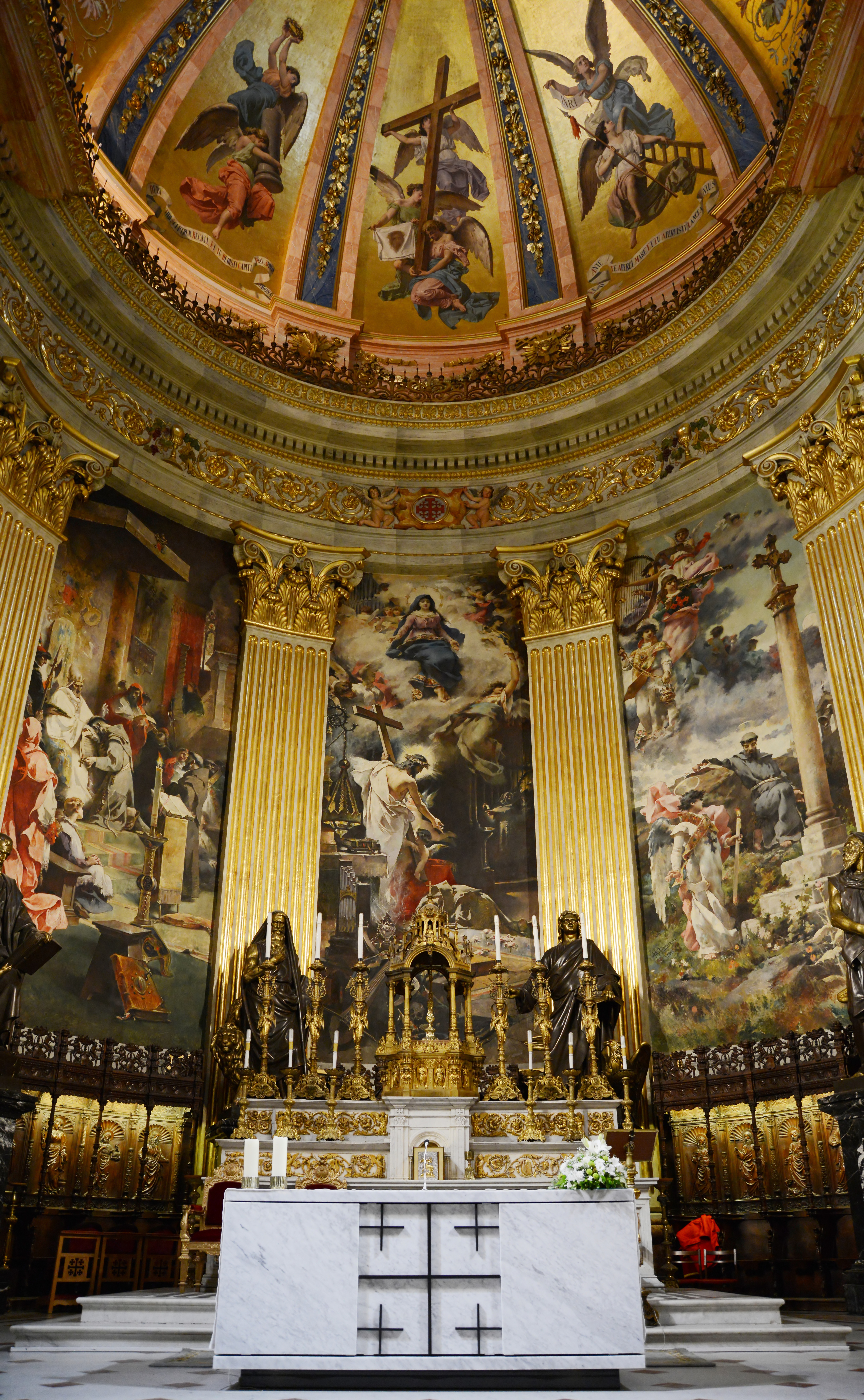
La cappella maggiore con l'altare

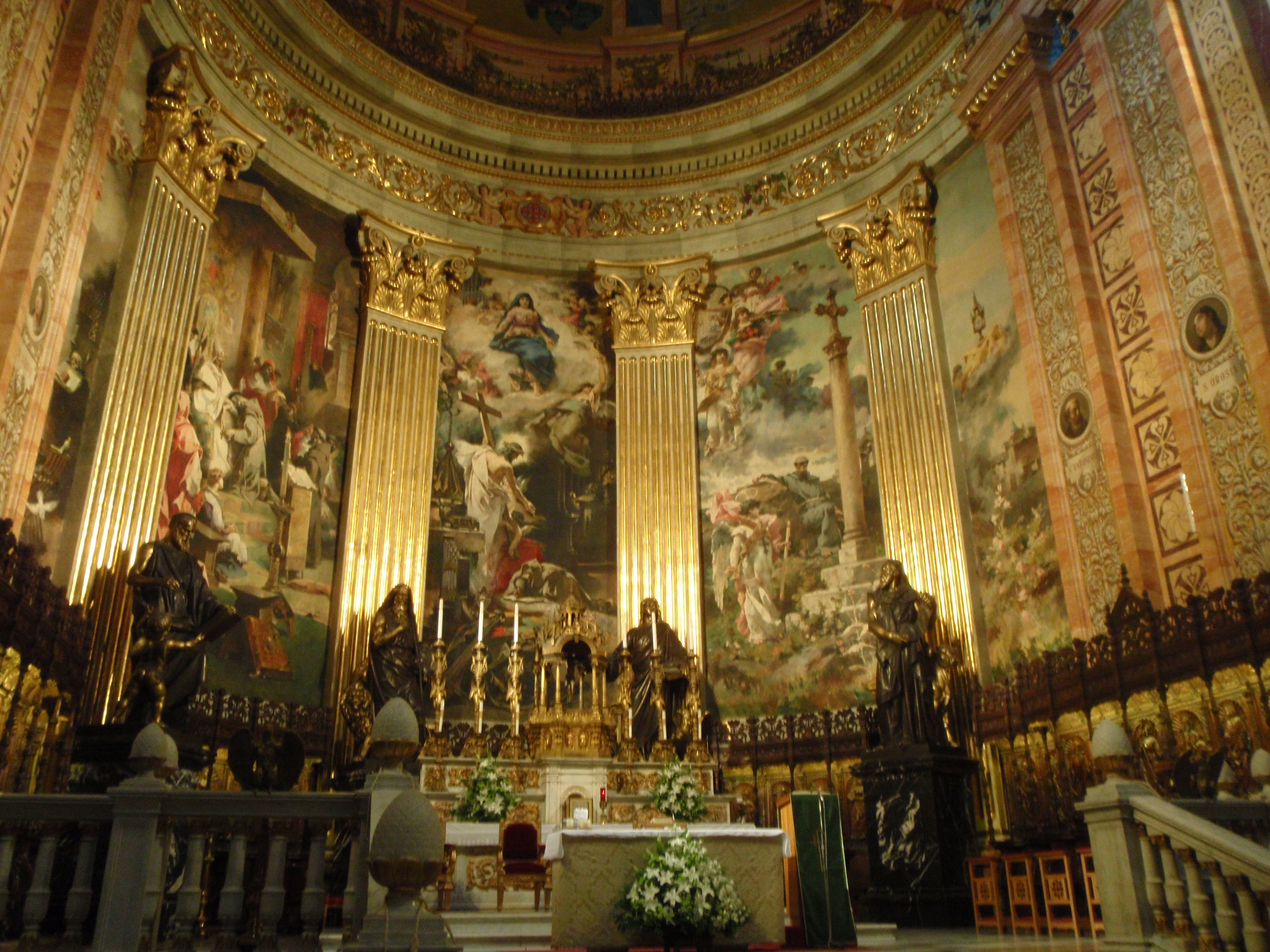
Interno della basilica, dominato dalla cappella maggiore.

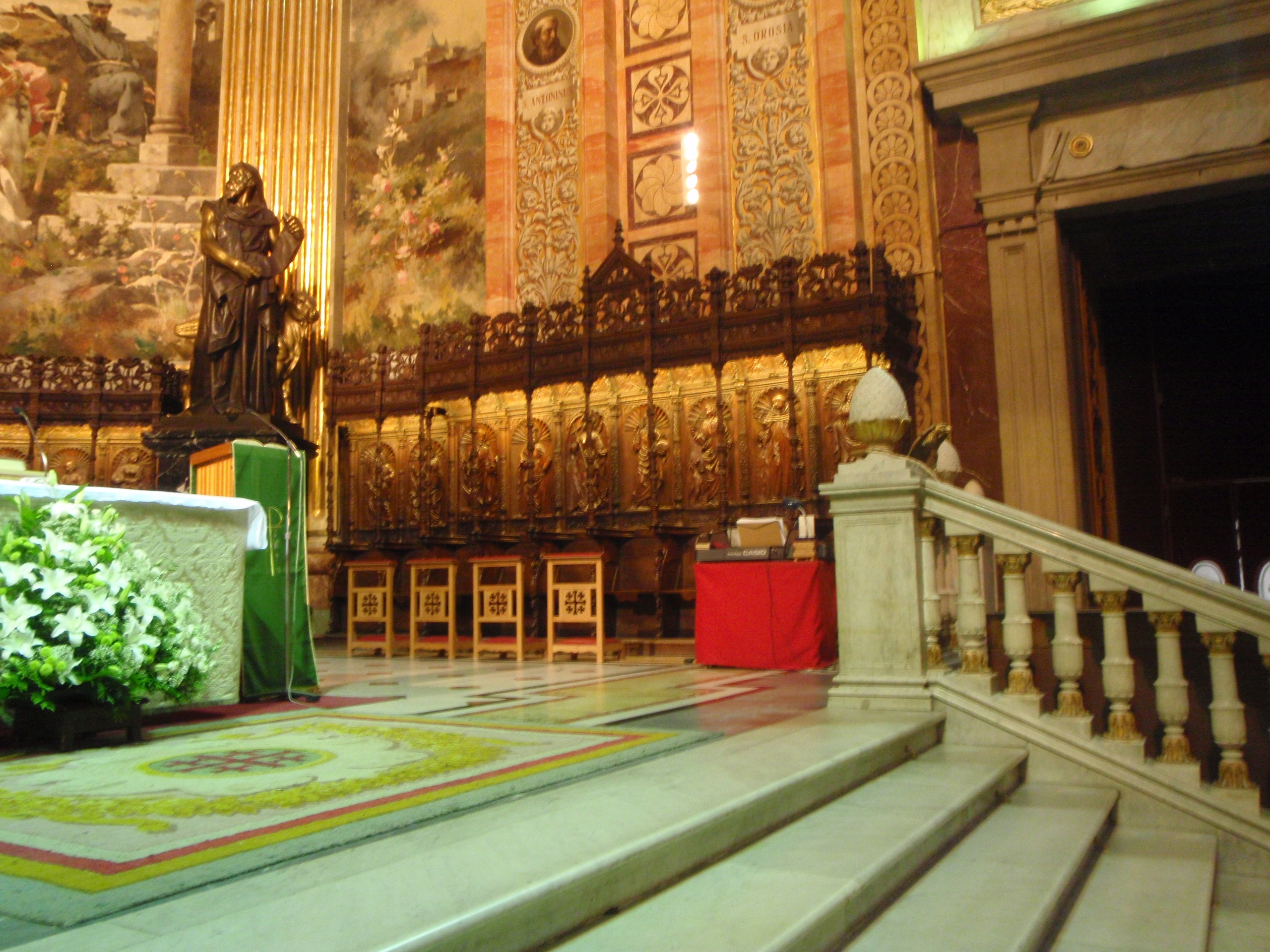
Cappella maggiore. Al centro si può osservare il coro rinascimentale del monastero di Santa Maria del Parral di Segovia. A sinistra, una delle statue degli Evangelisti.

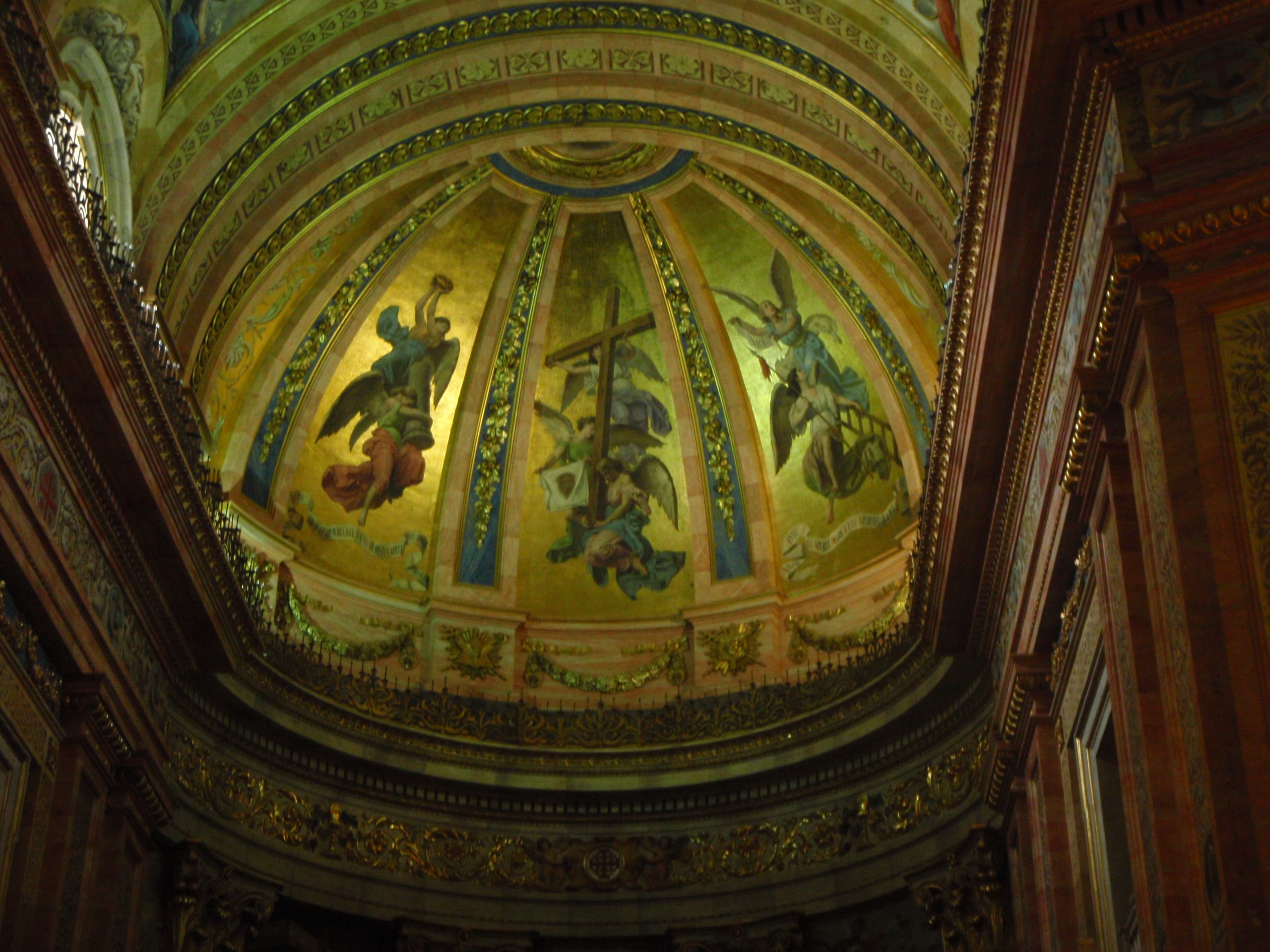
Pitture della volta della cappella maggiore.

La rotonda ha una pavimentazione in marmi policromi. Ha una decorazione sontuosa, i principali valori artistici si concentrano nelle pitture murali della cupola, risultato dei restauri dell'ultimo terzo del XIX secolo, opera di Antonio Cánovas del Castillo.
Hanno come tema centrale Nostra Signora degli Angeli e mostrano differenti scene di re e santi che rendono omaggio alla Vergine. I dipinti furono ideati da Carlos Luis de Ribera y Fieve, che fu direttore del progetto di decorazione e furono realizzati dai pittori Casto Plasencia, Alejandro Ferrant y Fischermans, Salvador Martínez Cubells, Francisco Jover e Manuel Domínguez.
Furono preparati su pannelli di gesso, installati sopra la superficie interna della cupola e sono disposti in otto grandi settori, separati da otto modanature, che partono dalla base della cupola e si incrociano alla lanterna.
Il contorno della rotonda è adornato con le statue dei dodici Apostoli, scolpite in marmo di Carrara, a partire da modelli spagnoli. Sono poste su grandi piedistalli e misurano due e metri e mezzo circa ciascuna. Sono opera di Agapit Vallmitjana i Barbany, Jerónimo Suñol (San Pietro e San Paolo) e di Ricardo Bellver (SantAndrea e San Bartolomeo), e di altri artisti.
La decorazione è completata da una serie di vetrate policrome, nei vani che circondano la parte inferiore della cupola. Furono realizzate nel 1882 a Monaco di Baviera, secondo un disegno di Amérigo y Laplaza.

#### Cappella maggiore
La Cappella maggiore si trova nell'abside. Fino al restauro della fine del XIX secolo, era dominata da una tela di Francisco Bayeu, che rappresenta l'Apparizione di Gesù e Maria a San Francesco d'Assisi. Il quadro si trova ora nel coro.
L'aspetto austero originario fu trasformato con il predetto restauro, con cui furono aggiunti numerosi elementi ornamentali, in marmo, legni pregiati, bronzo e oro.
La cappella è decorata con cinque grandi pitture murali, incorniciate da quattro pilastri, con angoli dorati. Sono opera di Manuel Domínguez e di Alejandro Ferrant e raffigurano differenti episodi della vita di san Francesco d'Assisi. La volta è decorata con pitture di José Marcelo Contreras, su fondo dorato.
Accanto alla base dei pilastri sono poste le quattro statue degli Evangelisti, che si ergono su piedistalli di marmo nero. Furono scolpite in legno ricoperto di bronzo da Francisco Molinelli e Antonio Moltó. Attorno è collocato un coro rinascimentale, proveniente dal monastero di Santa Maria del Parral, a Segovia, e adattato da Ángel Guirao, nel 1885.
Il presbiterio è fiancheggiato, su entrambi i lati, da due grandi pulpiti, di marmo di Carrara, opera di Nicoli. Il medesimo artista realizzò anche la balaustrata di marmo della cappella.

#### Cappelle laterali

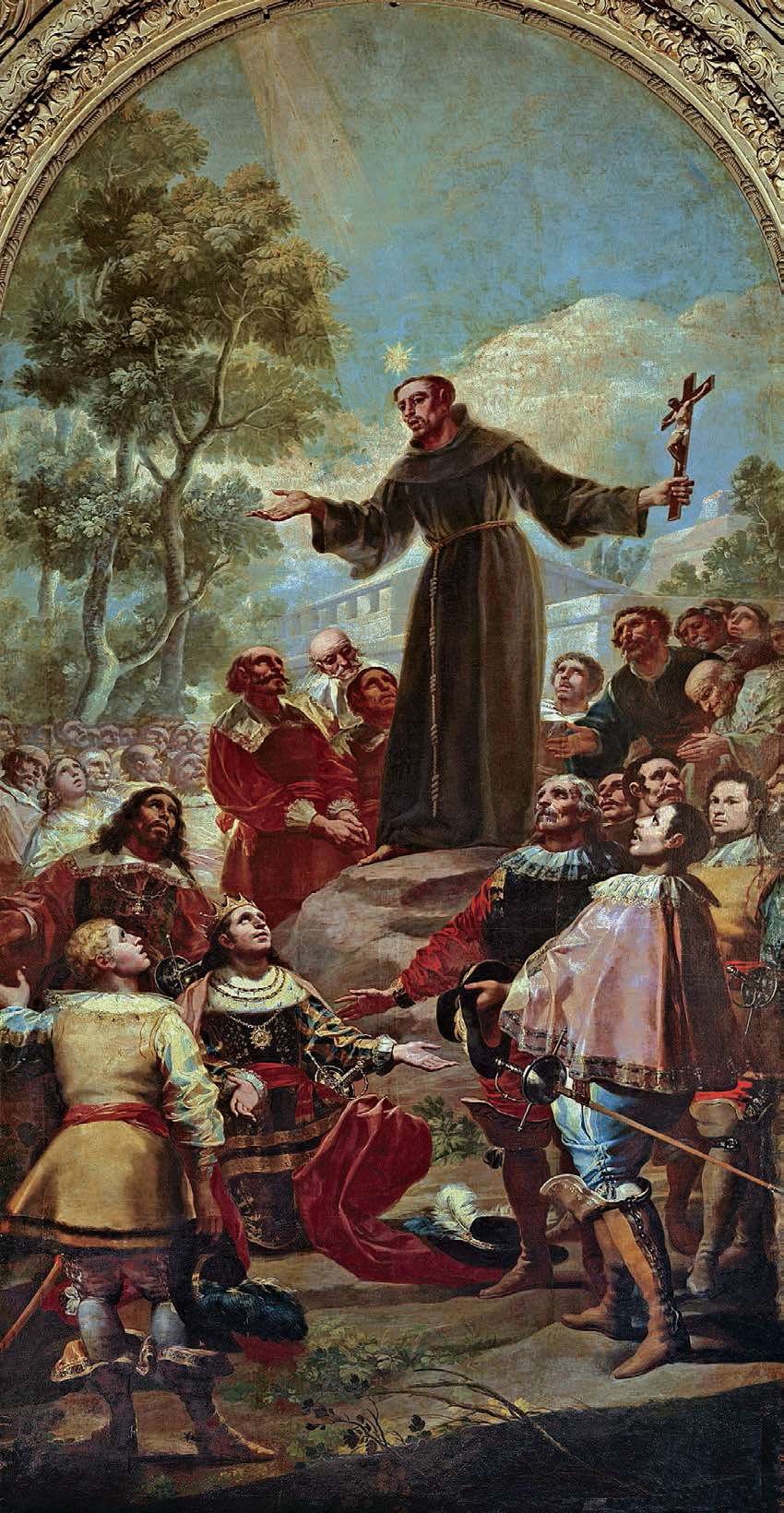
La predicazione di San Bernardino da Siena ad Alfonso V di Aragona, di Francisco de Goya, nella cappella omonima.

Le sei cappelle secondarie sono disposte simmetricamente, tre sul lato settentrionale della rotonda e tre sul lato meridionale. Sono separate dal grande spazio circolare da pilastri, che sostengono archi a tutto sesto.
Ciascuna cappella laterale è sormontata da una piccola cupola, dotata della relativa linterna: replica di dimensione ridotta della copertura della rotonda centrale. Sono recintate con cancelli di ferro, realizzati nel 1884 da Juan González.
La loro decorazione risponde al gusto eclettico in voga alla fine del XIX secolo e deriva da un progetto di José Marcelo Contreras, che prescindeva da quattro opere pittoriche che fino ad allora erano ospitate nelle cappelle, quadri di Gregorio Ferro, Antonio González Velázquez, José del Castillo e Andrés de la Calleja.
Mantenne solo le tele della cappella di Sant'Antonio, dove è esposta un'Immacolata Concezione di Mariano Salvador Maella (1784), e della cappella di San Bernardino, con il quadro La predicazione di San Bernardino da Siena ad Alfonso V di Aragona, di Francisco de Goya, datato sempre 1784. L'artista aragonese rappresenta il santo che predica davanti a una moltitudine: fra le figure un giovane si considera un autoritratto del pittore.
Le quattro cappelle restanti furono decorate con quadri commissionati ad artisti prestigiosi, comw Casto Plasencia, con la cappella della Virgen del Olvido allusiva all'Ordine di Carlo III, e José Casado del Alisal, con una rappresentazione di san Giacomo il Maggiore nella battaglia di Clavijo.

#### Cantoria

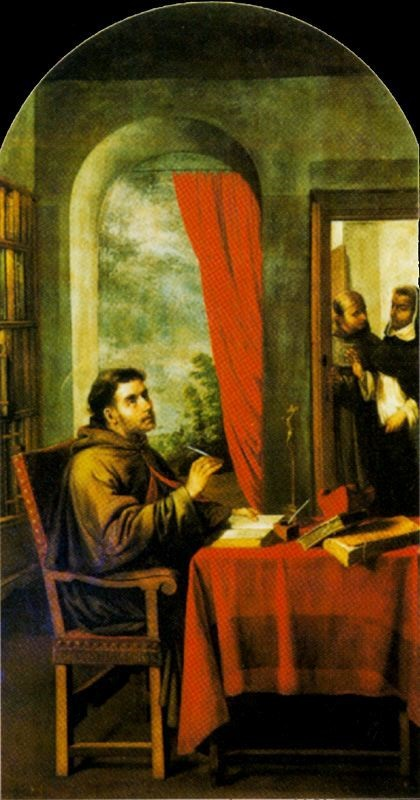
San Bonaventura riceve la visita di San Tommaso d'Aquino, di Francisco de Zurbarán.

La cantoria si trova nella parte superiore del vestibolo. Vi si trova il coro gotico della Certosa di Santa Maria de El Paular, di Rascafría, scolpita in legno di noce e attribuita a Bartolomé Fernández. Gli scranni rimasero a San Francesco il Grande dal 1836 al 2003, quando furono restituiti al suo luogo di origine.
Fra le sculture si nota la Sepoltura di Sant'Agnese, di Ricardo Bellver, sulla scala di accesso.
Anche la volta della cantoria è decorata con pitture murali, aventi per tema la morte di San Francesco d'Assisi e dipinte nel 1882 da Carlos Luis de Ribera y Fieve e Casto Plasencia y Maestro. Vi si trova anche la tela Porziuncola, di Francisco Bayeu, che originariamente aveva posto nella cappella maggiore.

### Organo a canne
Nel coro, diviso in due corpi contrapposti addossati alle pareti laterali, vi è l'organo a canne, costruito dall'organaro francese Aristide Cavaillé-Coll tra il 1883 e il 1884 e restaurato nel 2010.
Lo strumento, a trasmissione meccanica con leva Baker, ha due tastiere di 56 note ciascuna ed una pedaliera dritta di 30. Dispone di 26 registri, dei quali 22 sono reali.

### Museo
Il complesso di San Francesco il Grande ospita un museo che conta 51 quadri e altre opere d'arte. Le opere pittoriche più pregevoli sono relative al barocco spagnolo e italiano, con quadri di Francisco Ribalta (San Girolamo), Francisco de Zurbarán (San Bonaventura riceve la visita di San Tommaso d'Aquino), Vicente Carducho (Papa inginocchiato e scene sul fondo), Alonso Cano (Sant'Antonio di Padova), Artemisia Gentileschi (Gesù e la samaritana) e Luis Tristán (Deposizione). Sono esposte anche quattro tele del pittore belga Gaspar de Crayer.
Nel tempio si conservava il Cristo crocifisso, di Francisco de Goya, opera con cui l'artista conseguì l'ammissione alla Real Academia de Bellas Artes de San Fernando. Nel primo terzo del XIX secolo, il quadro fu trasferito allo scomparso Museo de la Trinidad, assorbito nel 1872 dal Museo del Prado.

### Altri ambienti
L'antisacrestia era arredata con elementi del coro della Certosa di Santa Maria de El Paular, fino al 2003.
La decorazione della sacrestia risale all'ultimo terzo del XIX secolo.

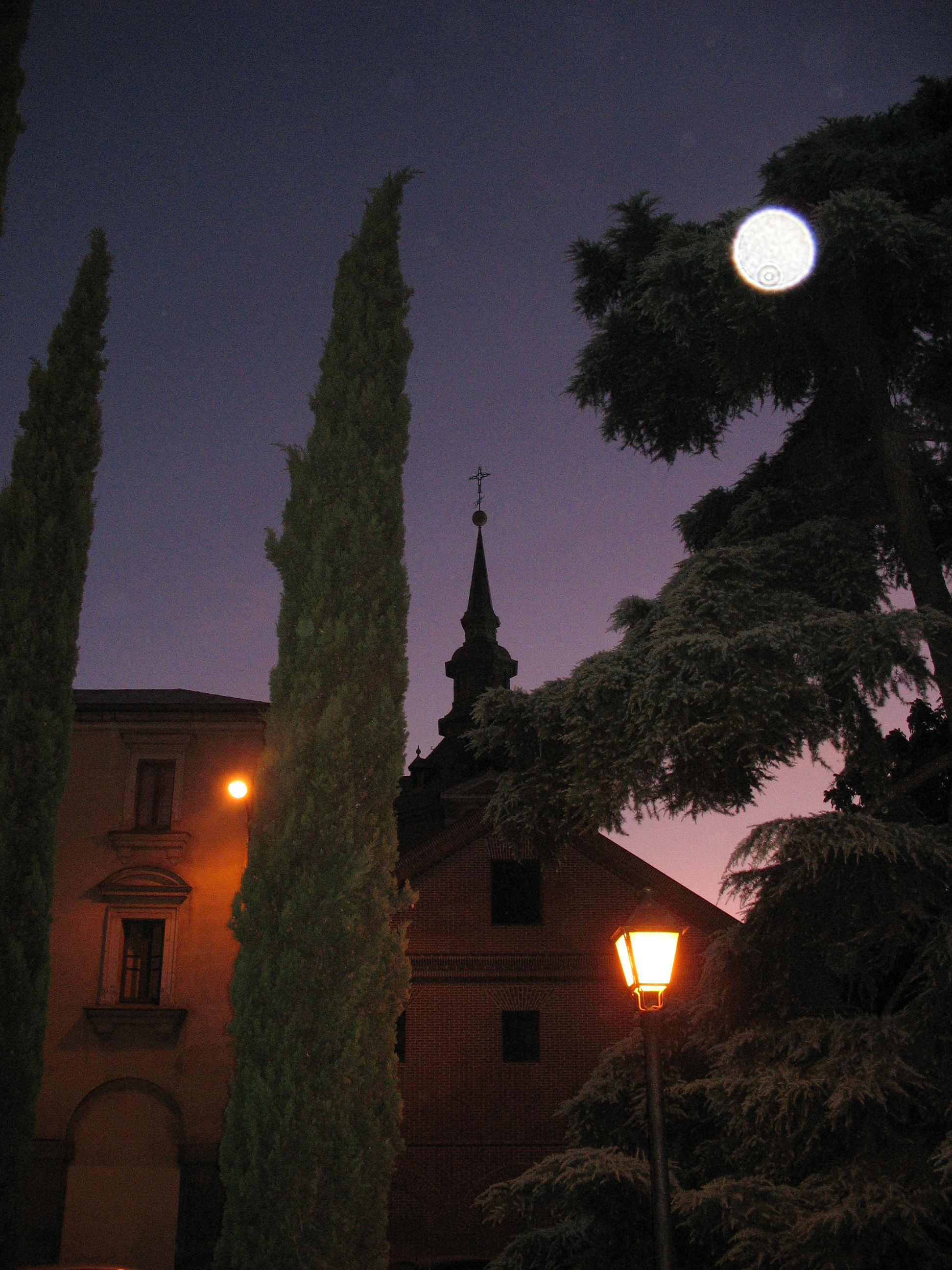
Cappella del Cristo dei Dolori del Venerabile Terz'Ordine di San Francesco il Grande

## Il complesso

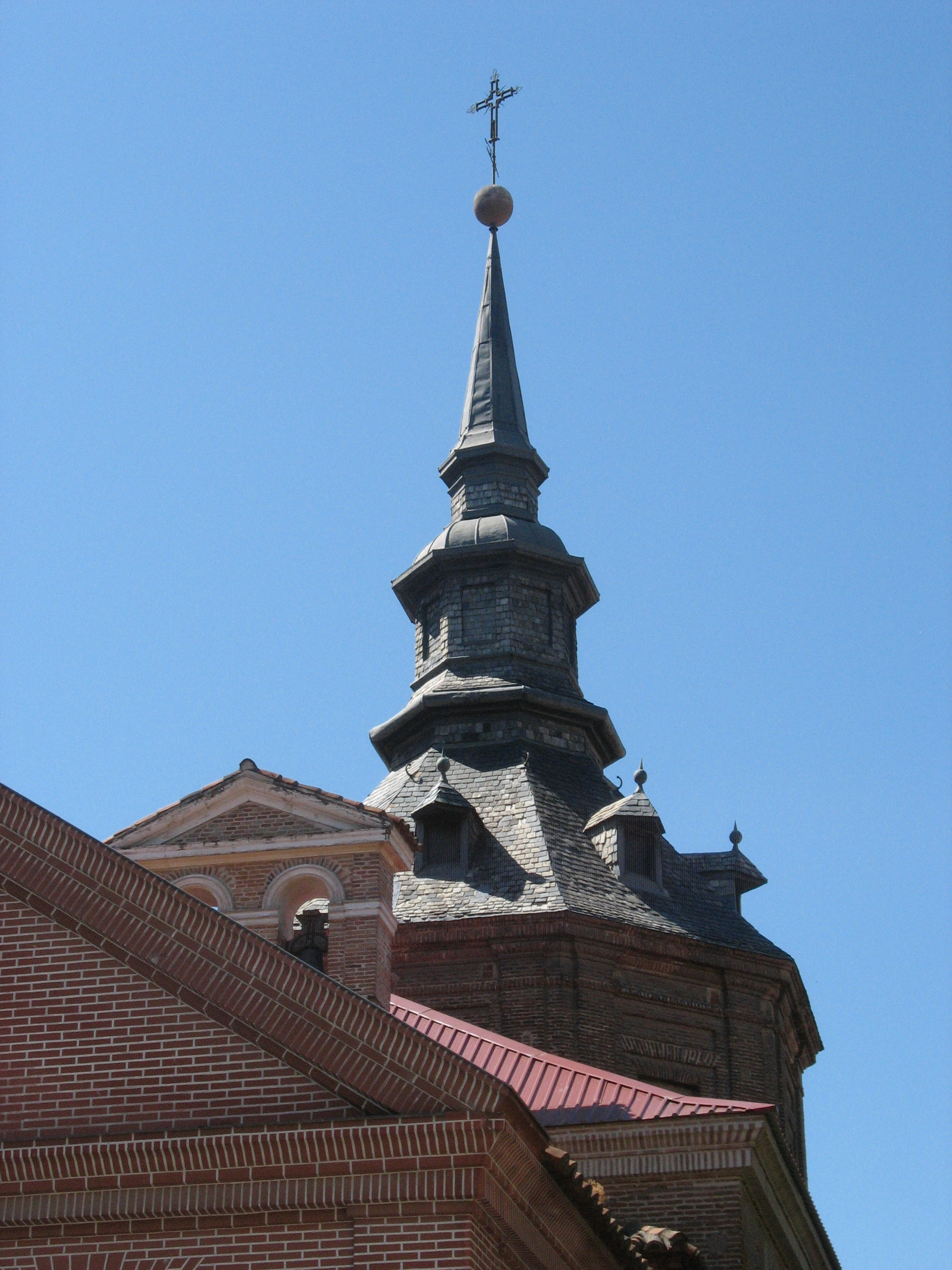
Cappella del Cristo dei Dolori del Venerabile Terz'Ordine di San Francesco il Grande

San Francesco il Grande appartiene a un complesso conventuale, dove, oltre alla basilica, altri edifici presentano interesse storico-artistico. Una delle più rilevanti è la Cappella del Santo Cristo dei Dolores per il Venerabile Terz'Ordine di San Francesco il Grande, sita in un edificio contiguo, accanto alla facciata settentrionale della basilica.
Fu eretta fra il 1662 e il 1668, su disegno dell'architetto Francisco Bautista, che si avvalse della collaborazione del pittore e scultore Sebastián de Herrera. Le opere furono portate a termine dal capomastro Marcos López. Nel 1969 fu dichiarata monumento nazionale e nel 2001 fu catalogata come beni di interesse culturale dalla Comunità autonoma di Madrid.
L'edificio consta di una navata longitudinale, che si estende in un presbiterio, dove si trova l'altar maggiore. La copertura è affidata a una volta a botte e a una cupola su pennacchi.
All'interno spicca la decorazione barocca, in particolare il baldacchino sotto cui si custodisce la statua del Cristo dei Dolori, disegnato da Herrera e realizzato nel 1664 dal carpentiere Juan Ursularre Echevarría in legno, diaspro e marmi.
Nel 2007 fu inaugurato il Parco de la Dalieda de San Francisco el Grande, che si estende a sud della basilica, là dove, nel Medioevo, si trovava il chiostro del primitivo convento. Ha una superficie di 4.384 m². Al suo interno si trova il gruppo scultoreo di Sant'Isidoro, opera di Santiago Costa, che precedentemente si trovava nella Fuente de Juan de Villanueva (1952).
A ovest dell'edificio si apre un altro parco, conosciuto come La Cornisa, che forma una balconata sulla valle del Manzanarre.